# La Macorina
María Calvo Nordarse (Guanajay, 1892- La Habana, 15 de junio de 1977) fue la primera mujer chofer de La Habana, la primera mujer que tuvo licencia para conducir a principios del siglo XX.

## Biografía
María Calvo Nodarse o "La Macorina", fue una mujer cubana nacida aproximadamente en el año 1892 en el poblado de Guanajay, entonces provincia de Pinar del Río, y su nombre verdadero fue María Constancia Caraza Valdés. De su infancia no se conoce muchos datos, solo se sabe con exactitud que a los quince de edad años huyó de su casa y se trasladó a La Habana en compañía de su novio y único amor, pero las penurias económicas la hicieron abandonar su romance y entrar al mundo de la prostitución.

### El nacimiento de "La Macorina"
La audacia y belleza que poseía esta mujer la hicieron adentrarse en los círculos más selectos de la sociedad cubana de la época, según se cuenta su personalidad atractiva y sus hermosos ojos la ayudaron a convertirse en una de las más elegantes y famosas prostitutas de la época.
No ejerció la prostitución en el sentido indiscriminado que conlleva la profesión, no trabajó en un burdel, sino que se prostituía selectivamente. Y comenzó su carrera rápida hacia la opulencia, según declaró en una entrevista que le hizo Guillermo Villarronda para la revista Bohemia el 26 de octubre de 1958: ”más de una docena de hombres permanecían rendidos a mis pies, anegados de dinero, suplicantes de amor’.
Fue la amiga de ricos habaneros dedicados a la política y los negocios, entre ellos José Miguel Gómez (conocido popularmente como "Tiburón"), a quien ayudó con su lealtad durante los sucesos de 'La Chambelona'.
Respecto del origen de su apodo "La Macorina" se cuenta que en una ocasión, mientras María andaba por la acera del Louvre, un joven que había bebido más de la cuenta dijo al pasar la bella mujer: ¡Ahí va la Macorina!, cuando en realidad quería decir La Fornarina, una de las obras más representativas del pintor renacentista italiano Rafael Sanzio (1483-1520).
Para su realización, posó la modelo romana y amante del artista Margherita Luti (c. 1493-1522), hija del panadero (en italiano fornaio) Francesco Luti di Siena, quien ya aparece en otras composiciones del autor, especialmente entre 1510 y 1517.

## Su decadencia y muerte
Luego de haber acumulado riqueza y ser parte de los más selectivos círculos sociales de La Habana, la situación económica nacional ya no era tan próspera, pero quizás el hecho indiscutible era que la Macorina tenía entonces 42 años. Los amigos del pasado iban amparándose en excusas cada vez que ella les pedía ayuda, y así fue vendiendo todas sus pertenencias, desde las joyas hasta las casas y los coches: la Macorina acabó en la más absoluta pobreza, viviendo en un cuarto alquilado en una casa familiar habanera.
La Macorina comenzó a perder juventud y popularidad inexorablemente, tuvo que vender sus nueve autos, sus cuatro mansiones, sus vestidos, joyas, pieles, todo y murió casi en la miseria. Calificada por algunos como la Mata Hari cubana, se sabe que la Macorina, además de ser la primera mujer que obtuvo licencia y manejó un auto, tuvo una vida disipada que la llevó a la decadencia. Falleció en La Habana.

## Personaje de leyenda
Fue tan popular la Macorina que no sólo tiene en su honor dos composiciones musicales y una pintura de Cundo Bermúdez, sino que fue inmortalizada en las famosas charangas de Bejucal, que se celebran en el mes de diciembre, donde en los desfiles de personajes aparecía una muñecona con careta debajo de la cual estaba su creador, un albañil llamado Lorenzo Romero Miñoso. Sobre ella escribió el asturiano Alfonso Camín su célebre poema "Macorina" (incluido en su libro "Carey") que la cantante costarricense naturalizada mexicana Chavela Vargas transformó en una de las canciones más conocidas de su carrera.